# طرح مصالحه
طرح مصالحه یا طرح تسویه (به انگلیسی: Scheme of arrangement) (یا "طرح بازسازی") یک توافق‌نامه تاییدشده توسط دادگاه بین یک شرکت و سهامداران یا طلبکاران آن (به عنوان مثال وام‌دهندگان یا دارندگان اوراق قرضه) است. ممکن است بر ادغام تأثیر بگذارد و ممکن است حقوق سهامدار یا بستانکار را تغییر دهد.
طرح‌های ترتیب برای اجرای تغییرات دلخواه در ساختار یک کسب‌وکار استفاده می‌شوند و بنابراین زمانی استفاده می‌شوند که سازماندهی مجدد با ابزارهای دیگر محقق نشود. آنها ممکن است برای برنامه‌ریزی مجدد بدهی، برای تصاحب، و برای بازگشت سرمایه، از جمله اهداف دیگر استفاده شوند. این یک روش رسمی ورشکستگی نیست، اما می‌تواند در کنار رویه‌های ورشکستگی مانند مدیریت استفاده شود.